# オーガスト・コッポラ
オーガスト・コッポラ（August Coppola、1934年2月16日 - 2009年10月27日）は、アメリカ合衆国の文学研究者、著作家、映画会社の重役。カリフォルニア州立大学の人文科学系で教え、1981年–1984年には同学の理事を務めた。

## 人物
コネチカット州出身。父は作曲家のカーマイン・コッポラ、母はイタリア・コッポラ。マーク・コッポラ、クリストファー・コッポラ、ニコラス・ケイジの父。

## 主な著作物
特筆する場合を除き、英語版。項目内は発行年順。
- 単著『The Intimacy : a Novel』（Grove Press 出版、Random House 発売、1978年）電子書籍版あり。OCLC 3844205、ISBN 9780394501215, 9780802101624, 0394501217, 0802101623

編集
- 『The Sound Of World Poetry』OCLC 3802787　古今東西の詩を集めて朗読[3]　30 cmアナログ・レコード盤1点（33 1/3 回転）[4]。作成時期不明のOCLC 603246148の改版か。収載した作品の例：
  - イギリス：ベーオウルフ、シェイクスピア、キリスト教聖書の「詩編 第90篇
  - ヨーロッパ：ホメーロス、ウェルギリウス、ボードレール、ヴェルレーヌ、ゲーテ、ダンテ、プーシキン」
  - 中近東・アフリカ：ハーフェズ（イラン）、スワヒリ語の詩
  - 東洋：李白、杜牧、蘇軾、日本の民謡

共著
- 序文　Charles A. Frye 著『From Egypt to Don Juan : the anatomy of Black philosophy』（メインランド州University Press of America、1988年）OCLC 18163012、ISBN 9780819171207, 9780819171214, 0819171204, 0819171212。電子書籍版あり。
- 後書き　Iandoli, Ce Ce; Coppola, August. “Training for Tomorrow”. The Journal of Technology Studies (Epsilon Pi Tau, Inc) 20 (2):  58-62.
  - 改版、journal=Journal of Technology Studies 2000-04-01:26 (2): p15、doi:10.21061/jots.v26i2.a.2、ISSN 1541-9258。
- 展覧会図録　バレンシア現代美術院（英語版）（IVAM） 編『ASTROC財団主催「IVAM収蔵の肖像画展」』（バレンシア：IVAM、2005年）会期：2005年1月27日–同3月27日。スペイン語と英訳併記。OCLC 1410040828、ISBN 9788448240684, 8448240685。
  - 原題『El Retrato En La Colección Del IVAM : [Exposición] Fundación ASTROC 27 de Enero-27 de Marzo 2005』

映像作品
- VHSビデオ『Committing life through Art』KVIE（カリフォルニア州のテレビ局、1992年）美術と人間について分析。絵画や彫刻など芸術作品に接した人間が何を見てどう行動するか。
- DVDビデオ、共作　Will Parrinello、チャズ・パルミンテリ、ダイアン・ディ・プリマ（英語版）『Little Italy』（DVDビデオに改版、カリフォルニア州：Goldhil Video、2004年）ドキュメンタリー映像。インタビュー、歴史に残る映画や写真を通して、現代アメリカの回復力のある文化を描く。家族、コミュニティ、民族自認について。初出はビデオ版、Mill Valley Film Group、1995年。

資料集（未公刊）
- オーガスト・コッポラ資料集（収集開始は1985年頃、継続中）記事の切り抜きほか[5]、その他資料（広報資料、展覧会資料、新聞記事や書評、招待状、ポスターやチラシ）[6]。

## 関連資料
ニコラス・ケージの目を通して観た父オーガスト像。
- Schonfeld, Zach (2024). “Introduction”. How Coppola Became Cage. doi:10.1093/oso/9780197556375.003.0001. ISBN 9780197556375, 9780197556405